# Isla Clump
La isla Clump (en inglés: Clump Island) es una de las islas Malvinas. Se encuentra cerca del extremo sur de la isla Gran Malvina, del asentamiento de Puerto Santa Eufemia y de la bahía Santa Eufemia, formando parte de los islotes Franceses.